# 夢時代駅
夢時代駅（むじだいえき、ドリーム・モールえき）は台湾高雄市前鎮区鎮北里にある高雄捷運環状軽軌の駅。駅番号はC5。成功二路と時代大道の交差点に位置する。

## 駅構造
相対式ホーム2面2線の地上駅。
| 地上                                       |                                                 |
| 成功二路（北行き）                         |                                                 |
| 成功二路（南行き）                         |                                                 |
| 歩道                                       |                                                 |
| 相対式ホーム、右側のドアが開く。簡易改札機 |                                                 |
| 内回り・下り                               | ←■環状軽軌 哈瑪星・鼓山区公所方面（経貿園区駅） |
| 外回り・上り                               | →■環状軽軌 籬仔内・凱旋公園方面（凱旋中華駅）→  |
| 相対式ホーム、右側のドアが開く。簡易改札機 |                                                 |
| 歩道                                       |                                                 |

## 歴史
- 2013年6月4日 - 起工[1]。
- 2015年3月29日 - 駅名が「夢時代駅」に決定[2][註 1]。
- 2016年
  - 6月26日 - プレ開業[3][4]。
  - 7月4日 - 正式開業。

## 駅周辺
- 統一夢時代（ドリームモール）
  - 統一時代百貨高雄店
- 前鎮夜市
- 高雄市西臨港線自転車道（中国語版）起点（時代大道終点）
- 高雄市公車前鎮総站（中国語版）
- 台湾糖業公司物流センター
- 高雄加工出口園区（中国語版）
- 高雄市政府消防局（中国語版）
- デカトロン高雄亞湾店

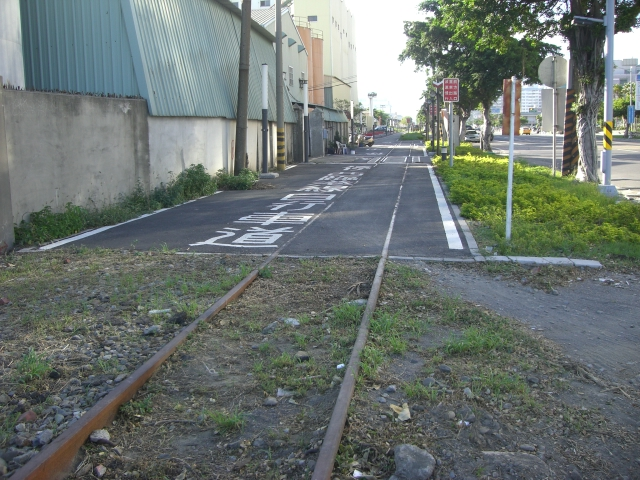
西臨港線自転車道起点
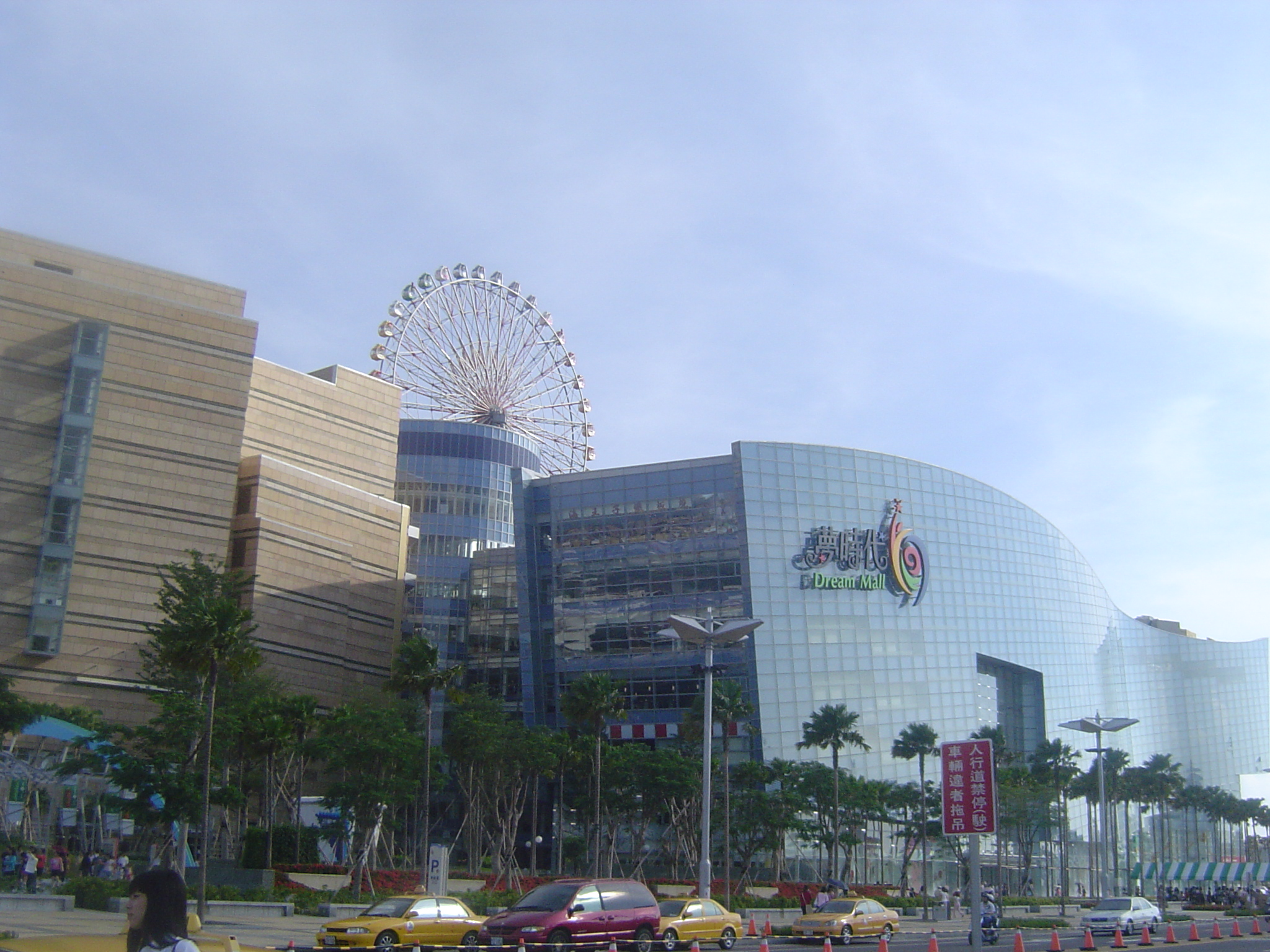
統一時代百貨（ドリームモール）
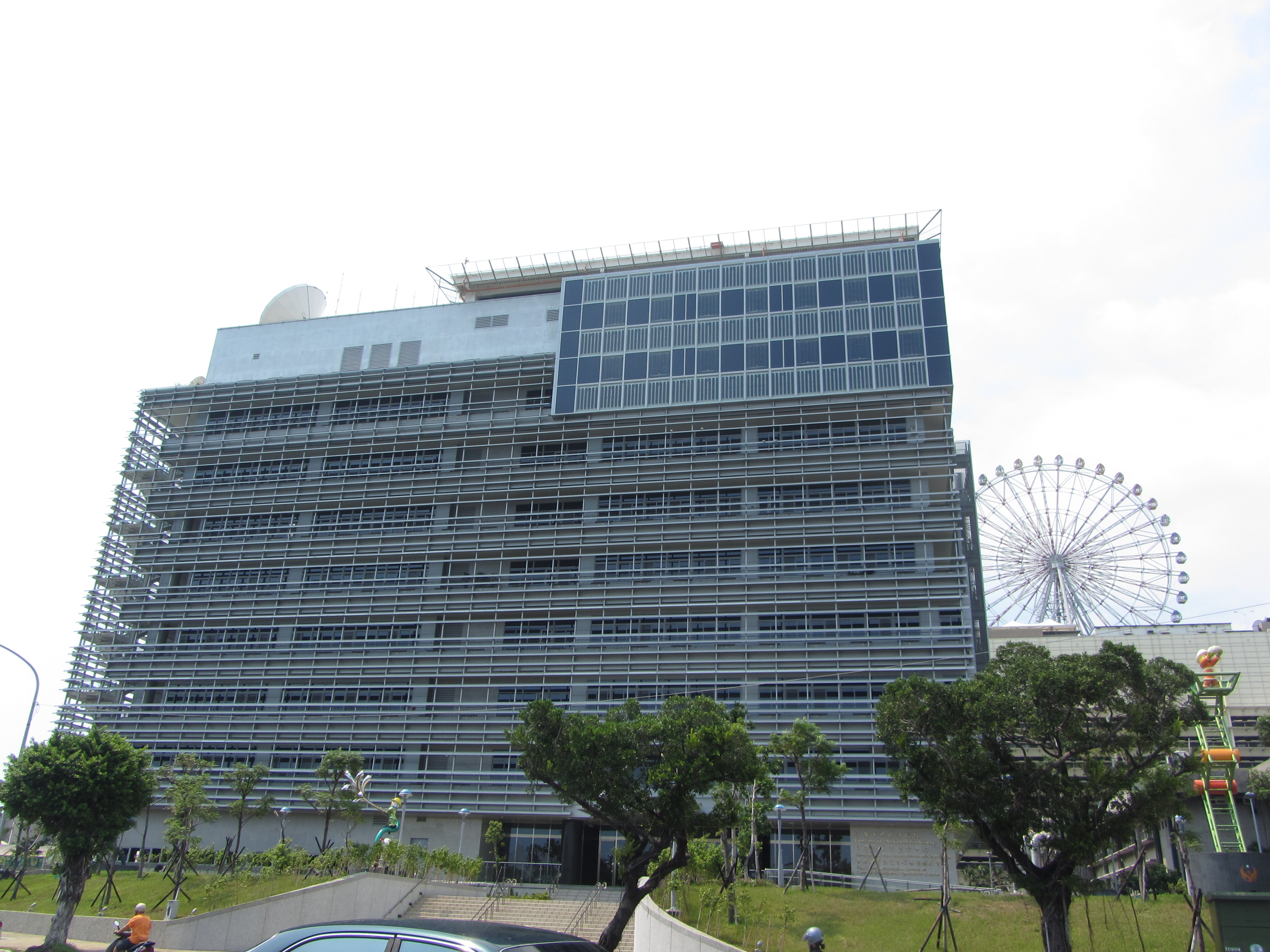
消防局
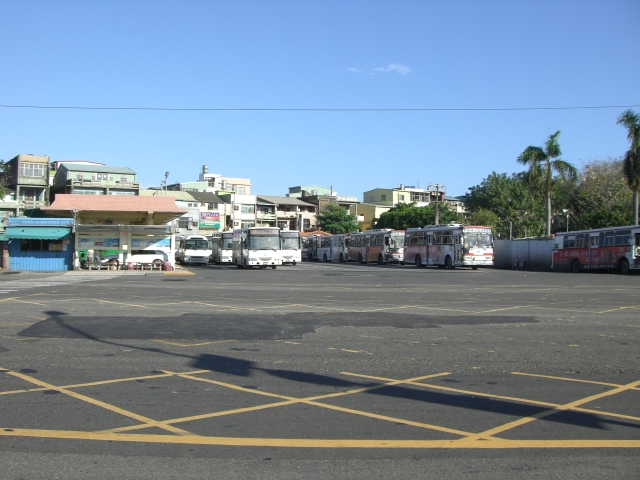
市公車前鎮総站

## バス
高雄市公車
| 系統                       | 事業者   | 区間                                 | 備考                                      |
| -------------------------- | -------- | ------------------------------------ | ----------------------------------------- |
| 36                         | 港都客運 | 前鎮站 - 高雄車站 (市公車)（高雄駅） |                                           |
| 三多幹線（70）             | 港都客運 | 前鎮站 - 長庚医院                    | B線：鎮洲路経由。一部澄清湖まで延長運行。 |
| 環状幹線/環東幹線（168東） | 漢程客運 | 金獅湖站 - 金獅湖站                  | 二段運賃                                  |
| 環状幹線/環西幹線（168西） | 漢程客運 | 金獅湖站 - 金獅湖站                  | 二段運賃                                  |
| 中華幹線（205）            | 港都客運 | 加昌站 - 夢時代                      | 二段運賃。                                |
| 214A                       | 港都客運 | 小港站 (市公車) - 歴史博物館         |                                           |
| 214B                       | 港都客運 | 前鎮站 - 歴史博物館                  |                                           |

## 隣の駅
高雄捷運
■環状軽軌
凱旋中華駅 C4 - 夢時代駅 C5 - 経貿園区駅 C6